# Oreocarya virgata
Espèce
Classification phylogénétique
Oreocarya virgata est une espèce de plantes dicotylédones de la famille des Boraginaceae, native des montagnes Rocheuses dans l’Ouest des États-Unis. Elle fut auparavant associée au genre Cryptantha puis reclassée. Cette espèce est connue en anglais sous le nom de Miner’s candle, littéralement chandelle du mineur de par son apparence.
C'est une plante herbacée bisannuelle commune dans les contreforts et les montagnes du Colorado et du Wyoming, où elle fleurit généralement à la fin du printemps ou au début de l'été.

## Description
La plante est une rosette et forme une tige florale érigée et non ramifiée, qui peut atteindre 70cm de haut. Cette tige est entourée d'une masse dense de feuilles plus petites et de tubes de calice, ainsi que de feuilles plus grandes en saillie. La plante est couverte de poils denses et raides. Les fleurs consistent en des petites fleurs blanches disposées tout le long de la tige.

## Biologie

### Cycle biologique
O. virgata  est généralement une plante bisannuelle. La plante se développe d'abord sous forme d'une rosette basale. La floraison a lieu normalement de mai à août.

### Pollinisation
O. virgata  est connu comme plante mellifère.

## Distribution et habitat
Cette plante se retrouve exclusivement dans les contreforts et les montagnes du Colorado et du Wyoming. Elle se trouve généralement dans les sols sableux secs ou les pentes granitiques graveleuses.
Le nom vernaculaire de Miner’s candle peut désigner plusieurs plantes d'aspect similaire répandues dans l'ouest des États-Unis. Le bétail ne les consomme généralement pas à cause de leurs poils raides</ref>D. States, J. States, Wildflowers of Wyoming, 2015, p. 26<ref>.

### Représentations
L'artiste Mary Vaux Walcott produisit une aquarelle de Oreocarya virgata en 1937, à présent au Smithsonian American Art Museum.